# Typhlops monastus
Typhlops monastus este o specie de șerpi din genul Typhlops, familia Typhlopidae, descrisă de Thomas 1966.

## Subspecii
Această specie cuprinde următoarele subspecii:
- T. m. monastus
- T. m. geotomus